# Amanda Strydom
Amanda Strydom is een Zuid-Afrikaanse zangeres. Strydom begon in 1979 als actrice met onder andere een hoofdrol in de film, "Pasgetroud" van Franz Marx. Ze werkte als presentator, diskjockey, als schrijver en in het cabaret. Vanaf midden jaren 80 schrijft ze en speelt ze in onewomanshows.
Ze nam openlijk stelling tegen de apartheid en dit bracht ze ook tot uiting in haar liedjes (Hector P, Die Lied van Ou Suid Afrika). In 1986 veroorzaakte ze een schandaaltje door met een gebalde vuist een zwart machtsteken te maken in Stellenbosch. Aan dit voorval hield ze de bijnaam Amandla (strijdkreet: "macht") Strydom over.
In maart 2007 komt de cd Briewe Uit Die Suide uit in de Benelux. Het album bevat een representatieve verzameling liedjes uit Strydoms rijke repertoire. Met dit (mede door Stef Bos samengestelde) album wordt Amanda voorgesteld aan het publiek in het noorden. Het lied My Kamer wordt voor dit album in een nieuwe versie opgenomen, samen met Stef Bos.
De cd wordt zeer goed ontvangen door pers en publiek. Met name My Kamer is veelvuldig te horen op de Nederlandse nationale en regionale radiostations.
In juni 2008 verschijnt Amanda’s tweede album voor de Benelux, Kerse Teen Die Donker. Een melancholisch album waarop Amanda terugblikt op haar jeugd in de jaren 70. Naast herinneringen en jeugdervaringen maken ook twee songs die voor Strydom onlosmakelijk verbonden zijn met haar jeugd deel uit van het album: Me & Bobby McGee (Kris Kristofferson) en Rain (José Feliciano). Als toegift zijn op de Benelux- uitgave twee bonustracks toegevoegd die zijn opgenomen tijdens haar Nederlandse theatertour in 2008. Strydom presenteerde haar album tijdens een concert in Koninklijk Theater Carré op 25 september 2008. Tijdens dit optreden kondigde Strydom aan in het najaar van 2009 een uitgebreide Nederlandse theatertournee te zullen doen.
Het lied Pelgrimsgebed van dit album is zowel in Zuid-Afrika als in Nederland direct een klassieker.
In november en december 2009 volgt de eerder aangekondigde tour. Haar theaterconcert Kerse Teen Die Donker is genoemd naar het album dat centraal staat tijdens de concerten. Tijdens deze tour speelde onder meer voor een dolenthousiast publiek in een uitverkocht Kleine Komedie in Amsterdam.
In november 2010 verschijnt Stroomop, Amanda’s derde album voor de Benelux. Diezelfde maand begon ze met het theaterconcert Vuur In Glas in Nederlandse theaters. Zoals ze tot nog toe steeds heeft gedaan bij haar Nederlandse theaterconcerten brengt Strydom een eerbetoon aan haar dierbare vriend Johannes Kerkorrel. Dit keer staat ze ook stil bij een andere pionier van het Afrikaanse lied, Koos du Plessis.
Wegens het succes van de tournee, zal deze nogmaals in de theaters te zien zijn in de winter van 2011.
Als actrice was Strydom te zien als Christine Swanepoel in de Afrikaanse televisieserie Hartland, uitgezonden op Kyknet.
Amanda Strydom heeft diverse prijzen in de wacht gesleept voor haar werk, zoals in 2003 de "Tuks Alumni Laureaat" van de Universiteit van Pretoria en de South African Music Award (SAMA) in 2004.
Strydom is getrouwd en woont in Westdene, Johannesburg.